# Китайская крачка
Китайская крачка, или хохлатая крачка (лат. Thalasseus bernsteini), — вид морских птиц из семейства чайковых (Laridae), находящихся под угрозой исчезновения. Известно всего три места гнездования вида на восточном побережье Китая. Численность на 2020 год около ста особей. До 2014 года включалась в род Sterna.

## Описание
Довольно крупная хохлатая крачка с жёлтым клювом, самый кончик которого окрашен в чёрный цвет. В полёте заметен резкий контраст между светло-серым оперением большей части крыла и черноватыми первостепенными маховыми перьями. Обыкновенно гнездится в составе крупных колоний крачки Берга (Thalasseus bergii), которая крупнее китайской, не обладает чёрным кончиком клюва, а её серое оперение более тёмное. Период гнездования длится с конца мая по конец августа.

## Ареал и численность
В 1937 году 21 птица была поймана на побережье на юге провинции Шаньдун. С того времени и вплоть до 2000 года были зафиксированы лишь одиночные наблюдения: в 1978 и 1991 году в Китае и, возможно, в 1980 году в полуостровной части Таиланда; вид признавался вымершим. В 2000 году четыре взрослых особи и четыре птенца были отмечены в колонии крачек на островах Мацзу у побережья провинции Фуцзянь. В 2004 году вторая колония была обнаружена на острове в составе архипелага Цзюшань (кит. 韭山列岛), в 430 километрах к северу от архипелага Мацзу (провинция Чжецзян). Было отмечено не более 20 птиц, гнездящихся среди четырёхтысячной колонии больших хохлатых крачек. Наблюдения 2004 и 2007 года показали, что гнездование на этом острове не дало потомства, причиной чего стали местные жители, собирающие яйца. Наконец, в 2008 году по одному гнезду было отмечено на двух островах архипелага Вучжишань (группа небольших островов в составе архипелага Чжоушань, в семи километрах к северо-западу от главного острова). Вероятно, это были птицы из числа ранее гнездившиеся на островах Цзюшань.

## Охрана
В 2012 году вид был включён в перечень из сотни видов, находящихся под наибольшей угрозой исчезновения, в совместной публикации Комиссии по выживанию видов IUCN и Зоологического общества Лондона.
В 2013 году колония на маленьком островке в составе архипелага Цзюшань восстановлена объединёнными усилиями нескольких организаций. При помощи имитации присутствия птиц к концу июля на острове обосновались 2600 больших хохлатых крачек и 19 китайских, а к сентябрю по меньшей мере один птенец T. bernsteini появился на свет. В 2014 и 2015 году было отмечено 13 и 16 птенцов соответственно. В 2015 году в колонии было отмечено 52 взрослых особи; таким образом, впервые за историю наблюдений численность вида достоверно превысила полсотни птиц. В этом же сезоне 31 крачка была окольцована.